# 7e armée (Italie)
Pour les articles homonymes, voir 7e armée.
La 7e armée (en italien : 7ª Armata) est une armée de campagne de l'Armée royale italienne (il Regio Esercito Italiano) pendant la Première et la Seconde Guerres mondiales.

## Première Guerre mondiale
Après la défaite désastreuse de Caporetto (novembre 1917), l'armée italienne est complètement réorganisée par Armando Diaz et la nouvelle 7e armée italienne est formée  à Brescia le 25 février 1918 sous le commandement du lieutenant général Giulio Cesare Tassoni, avec comme subordonnés le IIIe corps d'armée du lieutenant général Vittorio Camerana et le XXVe corps d'armée du lieutenant général Edoardo Ravazza; déployée de Stelvio à Garda, la 7e armée a mené des actions offensives dans le secteur Monticelli-Passo del Tonale notamment. Après avoir battu en retraite lors de la deuxième bataille du Piave (juin 1918), l'Armata delle Giudicarie joue un rôle clé dans la bataille de Vittorio Veneto (juin 1918), le général de brigade (Brigadier generale) Federico Baistrocchi (en) commandant l'artillerie de l'armée et le colonel (colonnello) Lelio Gaviglio commandant l'aviation de l'armée.
Le commandement de la 7e armée est dissous le 18 novembre 1918 et quelques jours plus tard, son intendance passe aux dépendances de la 9e armée.

### Commandants
- Tenente generale (Lieutenant général)  Giulio Cesare Tassoni,
- etc.[Qui ?]

## Seconde Guerre mondiale
En septembre 1939, le commandement de la 7e armée est reconstruit et dissous à nouveau le 14 décembre de la même année, la 7e armée est reconstituée, sous le commandement de Son Altesse Royale le général désigné de l'armée Philibert de Savoie-Gênes (Filiberto di Savoia-Genova), le 12 juin 1940, deux jours après l'entrée de l'Italie dans la Seconde Guerre mondiale en encadrant les VIIe et VIIIe corps d'armée et transféré à Turin à partir du 17 juin pour être affecté à la frontière occidentale où il arrive à plein effectif le 24 juin, ne prenant part à aucune action en raison de l'armistice avec la France, ne jouant qu'un rôle de réserve générale et étant dissous le 31 octobre 1940.
La 7e armée est reconstituée le 30 septembre 1941 avec pour mission de défendre les côtes de la Sardaigne, des Pouilles, de la Campanie et du Latium, en déployant respectivement les XIIIe, IXe, XXXe et XVIIe corps d'armée, dans l'ordre, en application des directives. Le commandement de la grande unité militaire est confié à Son Altesse Royale désignée général d'armée Adalbert de Savoie-Gênes (Adalberto di Savoia-Genova), frère de Philibert de Savoie-Gênes (Filiberto di Savoia-Genova).
Le 10 avril, la 7e armée cède les XIIIe et XVIIe corps d'armée à la 5e armée et avec eux la responsabilité des territoires sous leur juridiction, recevant le XXXIe corps d'armée auquel est confiée la défense de la Calabre et le 1er mai le XIXe corps d'armée, tandis que les IXe et XXXe corps d'armée restent sous la grande unité militaire ; ce dernier en décembre 1942 est transféré sous le commandement du général Vittorio Sogno en Tunisie où il prend en charge les troupes de la 50e Brigade spéciale d'infanterie et de la Division "Superga", déployées dans le secteur côtier de Suse-Sfax, et placées sous les dépendances de la 5e Armée blindée allemande.
Au cours de l'année 1943, la 7e armée poursuit ses activités dans le sud de l'Italie. Le 1er août 1943, Adalberto di Savoia-Genova est remplacé au commandement de la 7e armée par le général de corps d'armée Mario Arisio, qui est nommé général désigné de l'armée le 20 août.
À partir du 3 septembre, les unités du XXXIe corps d'armée, déployées pour la défense de la côte calabraise, s'opposent au débarquement des forces anglo-américaines dans les zones de Reggio Calabria, Palmi et Bagnara Calabra, en ralentissant leur progression et en les engageant dans de durs combats le long des éperons de l'Aspromonte. En conséquence des événements qui suivirent l'armistice du 8 septembre 1943 (armistice de Cassibile), le 9 septembre, le commandement de la 7e armée quitta son quartier général de Potenza, se déplaça à Francavilla Fontana dans la province de Brindisi avec une bonne partie de son état-major, puis s'installa à Monteroni di Lecce le 1er octobre 1943.
Le 11 septembre, la 7e Armée perd le XIXe corps d'armée, qui se dissout à Santa Maria Capua Vetere à la suite des événements qui suivent l'armistice et se transforme en Commandement de la Campanie des FF.AA,[4] et la 7e Armée reste articulée sur les IXe, XXXIe et LIe corps d'armée, formés le 14 septembre ; la 7e Armée est définitivement dissoute le 24 novembre 1943.

### Commandants successifs
Source Axis History :
- Général d'armée (Generale designato d'armata) Philibert de Savoie-Gênes (1940[Quand ?] - 1940[Quand ?]),
- Général d'armée (Generale designato d'armata) Adalbert de Savoie-Gênes (1942-1943),
- Général de corps d'armée (Generale di corpo d'armata) Mario Arisio (1943[Quand ?] – 1943[Quand ?]).